# Camí de Frontanyà
Camí de Frontanyà és un carrer del nucli històric i urbà de Borredà (Berguedà), tocant a la plaça Major, inclòs en l'Inventari del Patrimoni Arquitectònic de Catalunya.

## Descripció
Carrer de cases de dos pisos amb un tercer a manera de golfes. El parament és de pedra, treballant les parts més vistoses com llindes, marcs d'obertures, etc. Hi ha alguns elements fets de fusta com baranes de pisos alts, llindes d'entrades secundàries o cases humils. Destaquem també el forjat del ferro dels balcons dels habitatges números 3, 4 i 8. En aquest últim hi ha les inicials A M (Ave Maria) al centre del balcó. Al número 11 hi trobem un escut gravat i dates a les llindes d'obertures. Per acabar, cal destacar el treball de la porta que dona als balcons de la casa núm. 10 als marcs de pedra.

## Història
Les dates que figuren a les llindes de les portes a les cases que presenten un aspecte més noble i que mostren una construcció més acurada són 1649 (habitatge núm. 8). 1698 (habitatges núm. 4 i 11) i 1666 (habitatge núm. 10). Són aquestes les construccions més properes a l'església, al nucli antic, des d'on es començarien a obrir els carrers que s'estaven definint. El 1669 l'abat de Ripoll concedia ordinacions pròpies als peraires i teixidors de Borredà, erigint-se així en gremi. El poble experimenta una expansió demogràfica i econòmica prioritàriament de caràcter urbà es manifesta al seguit de construccions més o menys riques, urbanes i que compten amb habitatge i taller.
Molts dels habitatges actualment són segones residències.